# Sequencer (apparaat)

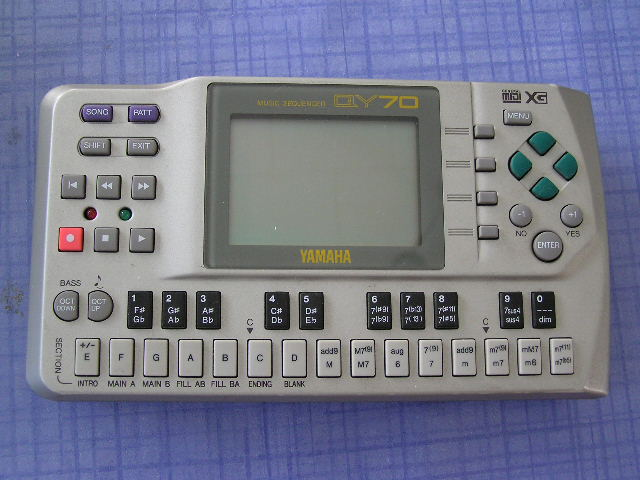
Yamaha QY70 sequencer

Een sequencer is een apparaat waarmee het mogelijk is muziekinformatie zoals noten en klankparameters op te nemen, te wijzigen en weer uit te sturen naar een synthesizer of andere elektronische klankbron, in een vooraf bepaald tempo.

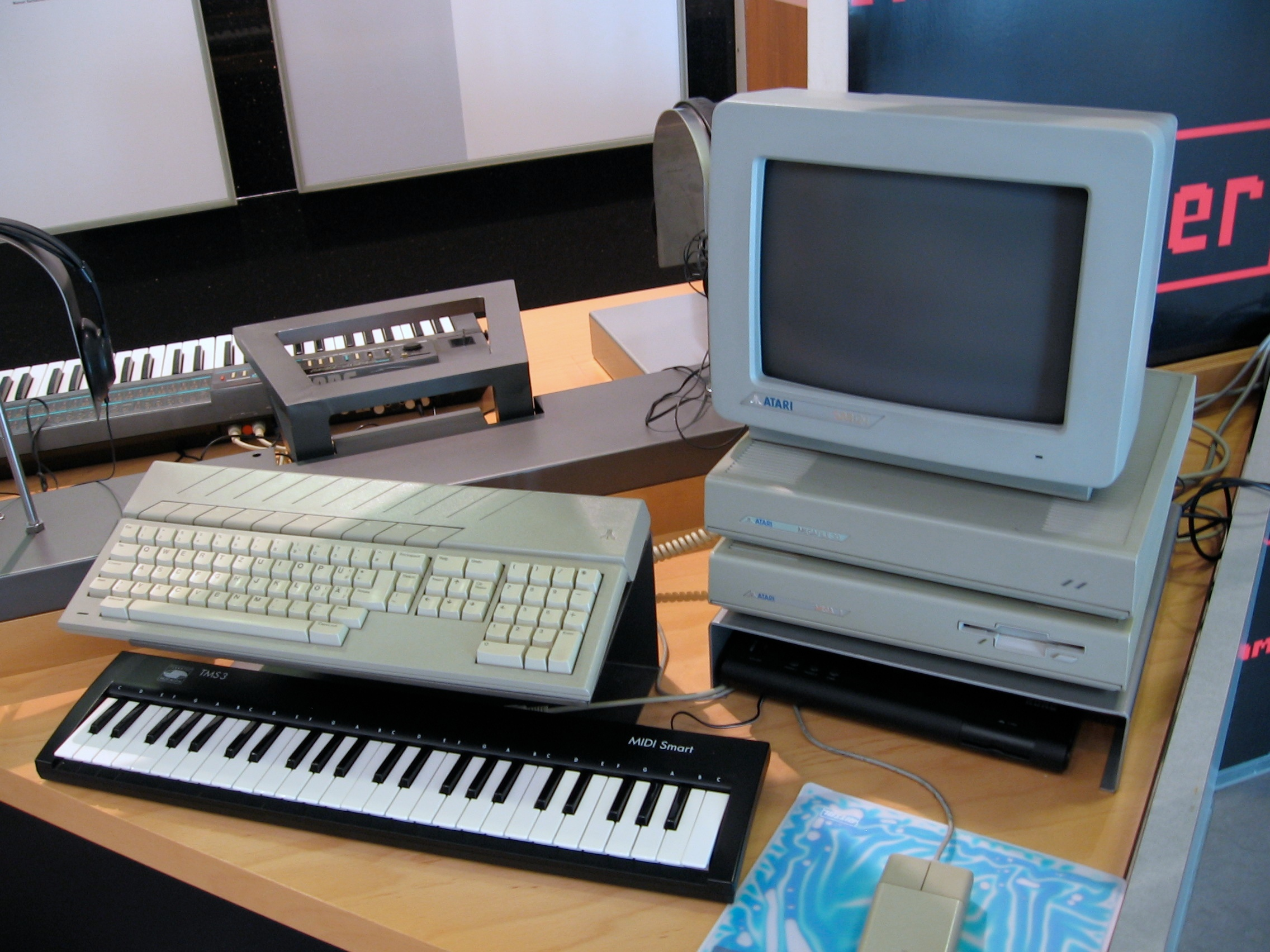
Een software sequencer-platform met een Atari ST computer

## Werking
Een sequencer onthoudt voor iedere gelijkdurende stap in een stuk muziek één of meerdere waarden. Deze waarden kunnen ingesteld of opgenomen worden. De sequencer kan deze stappen, met een in te stellen onderling interval, achter elkaar afspelen en uitsturen in de vorm van stuurspanningen. Op deze manier kan men een synthesizer aansturen. Eventueel kan een patroon (een serie van stappen) herhaald worden (looping).
Kenmerkend voor sequencers zijn de quantize-mogelijkheden die fouten in timing corrigeren naar een deeltal van de maat, of juist niet precies daarop om de compositie levendig te maken.

## Geschiedenis
Als gevolg van de Tweede industriële revolutie eind 19e eeuw werden veel automatische muziekinstrumenten uitgevonden, zoals een speeldoos, het mechanische orgel, en de pianola. Met name de pianola heeft de meeste overeenkomst met moderne sequencers. Componisten brachten hun muziek over op pianorollen die daarna werden bewerkt voor massaproductie. Particulieren, bijvoorbeeld caféhouders, konden de rollen aanschaffen voor eigen gebruik, en ze waren populair als vermaak.
In de jaren tachtig kwamen er drumcomputers op de markt met een ingebouwde sequencer. Bekende klassiekers uit die tijd zijn de Roland TB-303, TR-808 en de TR-909.
Tegenwoordig zijn sequencers vooral als software verkrijgbaar. De bekendste zijn Cubase van Steinberg (dat voor het grootste deel in bezit is van Yamaha), Logic van Apple (vroeger van Emagic), Pro Tools van Avid en Sonar van Cakewalk (dat voor het grootste deel in bezit is van Roland). Deze zijn gebaseerd op het gebruik van MIDI, en de mogelijkheden lijken oneindig. De gebruiker wordt niet meer beperkt tot stappen en patronen. Bovendien bieden ze zeer veel geluidsopname- en bewerkingsmogelijkheden. Daarom vormt een softwaresequencer tegenwoordig bij de meeste muziekproducenten het hart van de studio.
Er ontstond echter nostalgie naar de oudere hardwaremodules. Hierdoor zijn virtuele vintagestudio's ontwikkeld, zoals FruityLoops (thans FL Studio), Rebirth en Reason.

## Typen sequencers

### Realtime sequencer
Realtime sequencers nemen de gespeelde noten direct op, en spelen deze terug met hun specifieke eigenschappen zoals tempo en toonhoogte. Voor het bewerken wordt vaak de z.g. punch in/punch out mogelijkheid gebruikt. De realtime sequencer lijkt het meest op een audio opname-apparaat vanwege de directe werking.

### Analoge sequencer

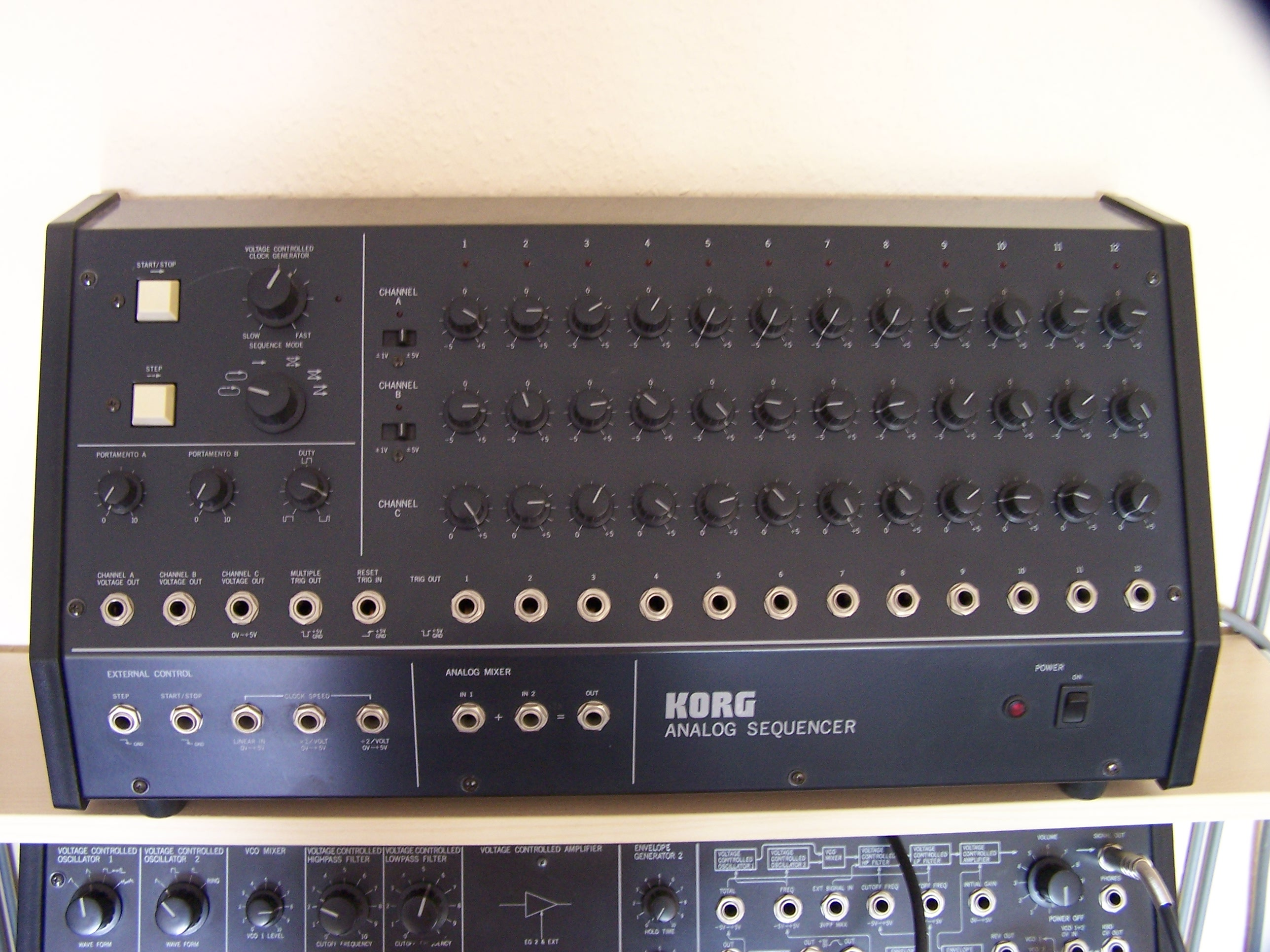
Een Korg analoge sequencer

Analoge sequencers worden vaak toegepast met analoge elektronica, en spelen de sequens terug door middel van een serie knoppen die verwijst naar een muzieknoot. Deze sequencer kan gebruikt worden voor zowel compositie als live. De gebruiker kan op elk moment aan een knop draaien om een muzieknoot te bewerken. Doorgaans wordt een analoge sequencer gebruikt voor een minimalistische sequens die doet denken aan Tangerine Dream of Giorgio Moroder.

### Step sequencer
Op een step sequencer voert de gebruiker elke muzieknoot in volgens een stappenprincipe, en is hierbij niet gebonden aan het oorspronkelijke tempo. Muzieknoten worden ingevoerd om in een vast tijdpatroon te passen, zoals een rust of kwartnoot. Een step sequencer wijkt het meest af van de realtime sequencer, en lijkt in abstracte zin op het "programmeren" van muziek.

### Software sequencer

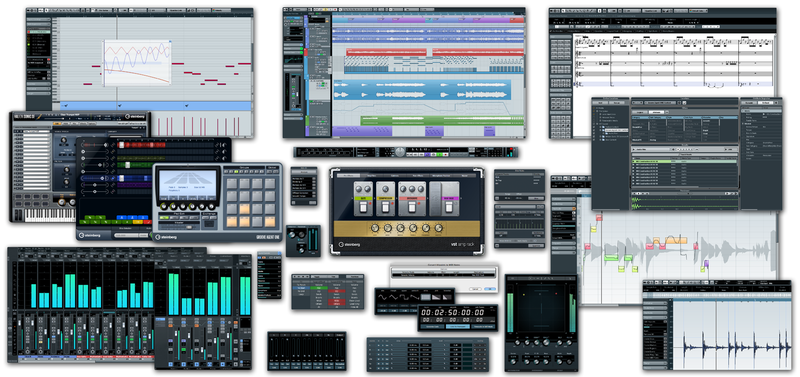
Moderne software sequencer (Cubase)

Een software sequencer is een computerprogramma met dezelfde functionaliteit van een sequencer, en wordt vaak geleverd als onderdeel van een digitaal audiomontagesysteem (DAW). De mogelijkheden van de software wijkt af per leverancier. Dit type sequencer heeft als voordeel dat een computerbeeldscherm kan worden gebruikt om muzieknoten overzichtelijk in te voeren en te bewerken. Dit kan gebeuren via de grafische gebruikersomgeving, maar ook via externe apparatuur zoals een MIDI-controller.